# Медраду, Патрисия
Патрисия (Пат) Медраду (порт. Patrícia Medrado; род. 26 ноября 1956, Салвадор, Баия) — бразильская теннисистка, теннисный тренер, спортивный функционер и филантроп. Член сборной Бразилии в Кубке Федерации, победительница четырёх турниров тура Virginia Slims в парном разряде.

## Спортивная карьера
Патрисия Медраду, уроженка Салвадора (штат Баия), начала играть в теннис с десяти лет. Она начала выступать за сборную Бразилии в Кубке Федерации уже в 18 лет, в 1975 году, и тогда же завоевала серебряную медаль в одиночном разряде на Панамериканских играх в Мехико. В 1977 году Медраду выиграла свой первый профессиональный турнир — Открытый чемпионат Аргентины и Южной Америки в Буэнос-Айресе, победив в финале местную теннисистку Иванну Мадругу. В 1981 году в паре с более молодой соотечественницей Клаудией Монтейро Медраду выиграла Открытый чемпионат Японии. На следующий год бразильская пара выиграла итоговый турнир Avon Futures Championships — дочернего тура Женской теннисной ассоциации (WTA), а в основном туре Avon World Championship Series трижды проигрывала в финалах. На этот же год приходится высшее достижение Медраду в турнирах Большого шлема: на Уимблдоне они с Монтейро дошли до четвертьфинала, переиграв последовательно девятую пару турнира (Билли-Джин Кинг-Илана Клосс) и восьмую (Кэнди Рейнольдс-Пола Смит) и в итоге уступив будущим победительницам турнира — посеянным первыми Мартине Навратиловой и Пэм Шрайвер. В одиночном разряде Медраду выиграла турнир серии Avon Futures в Огдене (штат Юта) и к началу 1983 года приблизилась вплотную к Top-50 мирового теннисного рейтинга.
В дальнейшем Медраду выступала с разными партнёршами, завоевав ещё три титула на турнирах Женской теннисной ассоциации и Ассоциации тенниса Соединённых Штатов (USTA). Она стала победительницей Открытого чемпионата Испании 1985 года и Открытого чемпионата Бразилии 1986 года, а в 1987 году пробилась на этом же турнире в финал, проиграв там ещё одной юной соотечественнице Нейже Диас. Это был первый и последний в карьере Медраду финал турнира Virginia Slims — основной серии турниров WTA. В сборной Бразилии с 1975 по 1989 год Медраду провела 59 игр в 39 матчах; она остаётся рекордсменкой бразильской сборной в Кубке Федерации почти по всем показателям — числу сыгранных сезонов (13), матчей, побед в общей сложности (30) и в одиночном разряде (18). С 1974 по 1985 год она оставалась теннисисткой № 1 в Бразилии. Из всех бразильских теннисисток за Открытую эру только Нейже Диас занимала в рейтинге более высокую позицию.

## Финалы турниров в турах Virginia Slims и USTA
| Результат | №  | Дата            | Турнир                               | Покрытие | Соперница в финале | Счёт в финале |
| --------- | -- | --------------- | ------------------------------------ | -------- | ------------------ | ------------- |
| Поражение | 1. | 13 декабря 1987 | Открытый чемпионат Бразилии, Гуаружа | Грунт    | Нейже Диас         | 0-6, 7-6, 4-6 |

| Результат | №  | Дата            | Турнир                                 | Покрытие | Партнёрша        | Соперницы в финале                | Счёт в финале |
| --------- | -- | --------------- | -------------------------------------- | -------- | ---------------- | --------------------------------- | ------------- |
| Победа    | 1. | 19 октября 1981 | Открытый чемпионат Японии, Токио       | Ковёр(i) | Клаудия Монтейро | Барбара Джордан Роберта Маккаллум | 6-3, 3-6, 6-2 |
| Поражение | 1. | 5 июля 1982     | Гамбург, ФРГ                           | Грунт    | Клаудия Монтейро | Лена Сандин Элизабет Экблом       | 6-7, 3-6      |
| Поражение | 2. | 12 июля 1982    | Монте-Карло, Монако                    | Грунт    | Клаудия Монтейро | Вирджиния Рузичи Катрин Танвье    | 6-7, 2-6      |
| Поражение | 3. | 26 июля 1982    | Сан-Диего, США                         | Хард     | Клаудия Монтейро | Кэти Джордан Пола Смит            | 3-6, 7-5, 6-7 |
| Поражение | 4. | 9 мая 1983      | Открытый чемпионат Швейцарии, Лугано   | Грунт    | Петра Делье      | Кристиан Жолиссен Марселла Мескер | 2-6, 6-3, 5-7 |
| Победа    | 2. | 9 февраля 1984  | Майами, США                            | Грунт    | Ивонн Вермак     | Кейт Латам Джанет Ньюбери         | 6-3, 6-3      |
| Победа    | 3. | 6 мая 1985      | Открытый чемпионат Испании, Барселона  | Грунт    | Петра Делье      | Пенни Барг Адриана Вильягран      | 6-1, 6-0      |
| Победа    | 4. | 8 декабря 1986  | Открытый чемпионат Бразилии, Сан-Паулу | Грунт    | Нейже Диас       | Лаура Аррайя Петра Хубер          | 4-6, 6-4, 7-6 |

## Дальнейшая деятельность
После окончания игровой карьеры в 1989-1990 годах Патрисия Медраду была директором Конфедерации тенниса Бразилии. В 1991 году она основала теннисную академию в районе Сан-Паулу Интерлагос, действовавшую до 2000 года.
С 1996 года Медраду принимает деятельное участие в программе Международной федерации тенниса (ITF) «Теннис в школах», призванной сделать занятия теннисом доступными для всех социальных слоёв. Первым шагом Медраду в этом направлении стала закупка и распределение между ста школами в Сан-Паулу теннисных туфель. В 1997 году она основала некоммерческую программу «Развитие тенниса», в 2007 году переименованную в Институт Патрисии Медраду. Институт занимается среди прочего пропагандой спорта и здорового образа жизни, интеграцией детей в общественную жизнь, поиском новых спортивных талантов и благоустройством публичных кортов.